# ピーター・ラックマン
ピーター・ラックマン（Peter Rachman 1919年 - 1962年）は、20世紀中期の英国の地主。
法定額を遥かに超える地代を設定し、それを強引に取り立て、支払不能に陥った店子を容赦なく追い出し、その後釜に不法入国者を住まわせて高額な地代を巻き上げた行為で悪名高い。
ポーランドのユダヤ人の家庭に生まれる。アウシュヴィッツ＝ビルケナウ強制収容所送りは免れたが、ソ連の収容所で強制労働に服した。英国移住後まもなく、ロンドン北部に100区画以上の土地と複数のナイトクラブを購入し、地主かつ経営者として地元に君臨した。
彼の手口は、老朽化した貸家の住人を追い出すために法外な地代を要求し、首尾よく追い出しに成功すると、今度は法的保護の埒外に暮らしている不法滞在のアフリカ系・カリブ系移民を狙って家を貸し、店子にとって他に行き場がないのを承知の上で高額の地代を徴収するというものだった。
ここから、大家の強欲さを表す言葉としてラックマニズム（Rachmanism）という語が生まれた。この語は『オクスフォード英語辞典』にも記載されている。
同様の意味を持つ黒人米語にゴールドバーグ（Goldberg）という語があるが、こちらは黒人を搾取してあくどく儲けるユダヤ人商店主という意味で、米国における黒人とユダヤ人の緊張関係を示している。